# 拳銃使いの牧童
『拳銃使いの牧童』（The Gun Packer）は、1919年に公開されたアメリカ合衆国の短編・西部劇映画。監督はジョン・フォードである。